# Czarniawka
Czarniawka (w okresie powojennym nosząca nazwę 'Debrzna') – polska rzeka, prawobrzeżny dopływ Kłodnicy.

## Informacje ogólne
Długość rzeki wynosi 10,5 km, a powierzchnia zlewni to 15,5 km². Źródła Czarniawki znajdują się na terenie miasta Ruda Śląska (okolice przecinania się Drogowej Trasy Średnicowej i ulicy Jana Styczyńskiego). Czarniawka przepływa przez południowe dzielnice miasta Zabrze oraz tereny przemysłowe należące do likwidowanej Kopalni Węgla Kamiennego „Makoszowy”. Uchodzi do Kłodnicy w Gliwicach, w dzielnicy Sośnica.
Rzeka nie ma własnych dopływów i w dużej mierze jest zasilana opadami atmosferycznymi i ściekami bytowo-gospodarczymi, a za KWK „Makoszowy” jest mocno zanieczyszczona pyłem węglowym, co stanowi znaczny problem dla czystości wód Kłodnicy.
W okresie międzywojennym Czarniawka stanowiła rzekę graniczną w Zabrzu (Hindenburgu) pomiędzy 
Polską i Niemcami a od 1933 roku III Rzeszą. Do wyznaczenia granicy doszło po przegraniu przez Niemcy I wojny światowej i wzroście nastrojów nacjonalistycznych na Górnym Śląsku, które skutkowały dwoma powstaniami śląskimi, plebiscytem, a w końcu trzecim powstaniem śląskim, po którym ustalono przebieg granicy. Przejścia graniczne znajdowały się m.in. na ulicy Pszczyńskiej (do dzielnicy Pawłów) i 3 Maja (do dzielnicy Kończyce).